# Seham El Sawalhy
Seham El Sawalhy, née le 14 avril 1991 à Damanhur, est une taekwondoïste égyptienne.

## Carrière
Seham El Sawalhy, médaillée d'argent des moins de 68 kg aux Mondiaux juniors de 2008 à Izmir, remporte la médaille d'or dans la catégorie des moins de 67 kg aux Championnats d'Afrique de taekwondo 2010 à Tripoli. Médaillée de bronze des moins de 67 kg à l'Universiade d'été de 2011 à Shenzhen, elle obtient l'or dans cette catégorie aux Jeux africains de 2011 à Maputo.
Elle dispute les Jeux olympiques d'été de 2012 à Londres, perdant d'entrée contre la Suédoise Elin Johansson.
Elle est médaillée d'or dans la catégorie des moins de 67 kg aux Championnats d'Afrique de taekwondo 2012 à Antananarivo, aux Championnats d'Afrique de taekwondo 2014 à Tunis, aux Jeux africains de 2015 à Brazzaville, aux Jeux mondiaux militaires d'été de 2015 à Mungyeong et aux Championnats d'Afrique de taekwondo 2016 à Port-Saïd.
Elle dispute les Jeux olympiques d'été de 2016 à Rio de Janeiro, perdant d'entrée contre l'Ivoirienne Ruth Gbagbi.